# 리종산
리종산(李鐘山, 1922년 ~ 2011년 7월 23일)은 조선민주주의인민공화국의 군인 겸 정치인이다. 1922년 중국에서 태어났으며, 김일성과 함께 항일 빨치산 제1세대로 활동하였다. 김일성 밑에서 부관, 군수동원 총국장 등을 지내고 1997년 조선인민군 차수로 승진하였다.
2000년부터 내각 무임소상에 임명되었으나 병으로 참여하지 못했다. 조선반제투사 노병위원회 위원장 자격으로 2005년, 러시아의 제2차 세계 대전 승리 60주년 기념식에 참가했으며, 2009년 4월 조선민주주의인민공화국 최고인민회의 제12기 대의원에 재선되었다. 리종산은 2010년 조명록 국방위원회 제1부위원장 장의위원회 구성 당시 의전 서열 49위였다. 2011년 7월 23일 오랜 병으로 사망하였다.